# Tolmiea menziesii
Tolmiea menziesii là một loài thực vật có hoa trong họ Saxifragaceae. Loài này được (Pursh) Torr. & A.Gray miêu tả khoa học đầu tiên năm 1840.